# Holorusius perrieri
Holorusius perrieri là một loài bọ cánh cứng trong họ Cerambycidae.